# Champagne Louis Roederer
Champagne Louis Roederer ist ein Champagnerhaus aus Reims. Es wurde im Jahr 1776 gegründet und ist seit 1819 in Familienbesitz. Es ist eines der letzten unabhängigen Champagnerhäuser. Roederer produziert jährlich drei Millionen Flaschen, darunter den berühmten Cristal, und verkauft seine Weine in 80 Länder.
Louis Roederer besitzt auch andere Weingüter wie das Champagnerhaus Deutz, die Maison Delas im Rhonetal, die Domaines Ott in der Provence, die Châteaux de Pez und Haut-Beauséjour (Saint-Estèphe) in Bordeaux und seit Januar 2007 das Château Pichon-Longueville-Comtesse de Lalande (Pauillac). Auch außerhalb Frankreichs hat das Champagnerhaus Weingüter in mehreren Ländern, wie Roederer Estate und Scharffenberger in Kalifornien (Vereinigte Staaten) und Ramos Pinto in Portugal.

## Geschichte
Das Champagnerhaus wurde 1776 in Reims durch die Herren Dubois, Vater & Sohn, gegründet. Sie verkauften danach das Haus an Nicolas Schreider, den Onkel von Louis Roederer. 1827 begann Nicolas Schreider mit seinem Neffen zusammenzuarbeiten. Sechs Jahre später erbte Louis Roederer das Champagnerhaus von seinem Onkel. Ab diesem Datum (1833) wird das Weingut „Champagne Louis Roederer“ genannt. In den folgenden Jahren entwickelte Louis Roederer das Champagnerhaus weiter und kaufte Weinreben, um unabhängig zu werden.

## Die Weine

### Weine ohne Jahrgang

#### Brut Premier
Der Brut Premier besteht aus drei von vier erlaubten Rebsorten für Champagner: 40 % Pinot Noir, 40 % Chardonnay und 20 % Pinot Meunier. Er vereint die in Eichenfässern gereiften Weine der drei Rebsorten der Champagne, die aus mehr als 50 verschiedenen Crus stammen. Er reift drei Jahre im Keller und weitere sechs Monate nach dem Dégorgement.
Er stammt wie die Mehrheit der Champagner aus mehreren Jahrgängen.

#### Carte Blanche
Wie der Brut Premier besteht die Cuvée Carte Blanche aus 40 % Pinot Noir, 40 % Chardonnay und 20 % Pinot Meunier. Der Unterschied sind 5 % in Eichenfässern gereifter Wein. Die Cuvée reift drei Jahre im Keller und ruht weitere sechs Monate nach dem Dégorgement.

### Jahrgangsweine

#### Brut Vintage
Der Brut Vintage wird aus 70 % Pinot Noir und 30 % Chardonnay hergestellt, davon sind 30 % im Eichenfass gereifte Weine ohne malolaktische Gärung. Der Pinot Noir stammt vorwiegend aus den Reimser Bergen. Er lagert durchschnittlich vier Jahre im Keller und weitere sechs Monate nach dem Dégorgement.

#### Brut Rosé
Der Brut Rosé wird aus 70 % Pinot Noir und 30 % Chardonnay hergestellt. Der Anteil der in Eichenfässern gereiften Weine ohne malolaktische Gärung liegt bei 20 %. Die Cuvée Brut Rosé reift durchschnittlich vier Jahre im Weinkeller, acht weitere Monate nach dem Dégorgement. Der Chardonnay kommt aus Cumières im Tal der Marne.

#### Blanc de Blancs
Ein Blanc de Blancs ist ein Champagner, der ausschließlich aus weißen Rebsorten hergestellt wird. Die Cuvée Blanc de Blancs wird aus 100 % Chardonnay-Trauben hergestellt, reift durchschnittlich fünf Jahre im Keller sowie sechs weitere Monate nach dem Dégorgement. Der Chardonnay stammt aus zwei besonderen Grand Crus: Le Mesnil-sur-Oger und Avize. Die Dosage wird für jeden Jahrgang neu angepasst und liegt bei acht bis zehn Gramm pro Liter. Das bedeutet, dass der Blanc de Blancs ein „Champagne Brut“ ist.

### Cuvée de Prestige

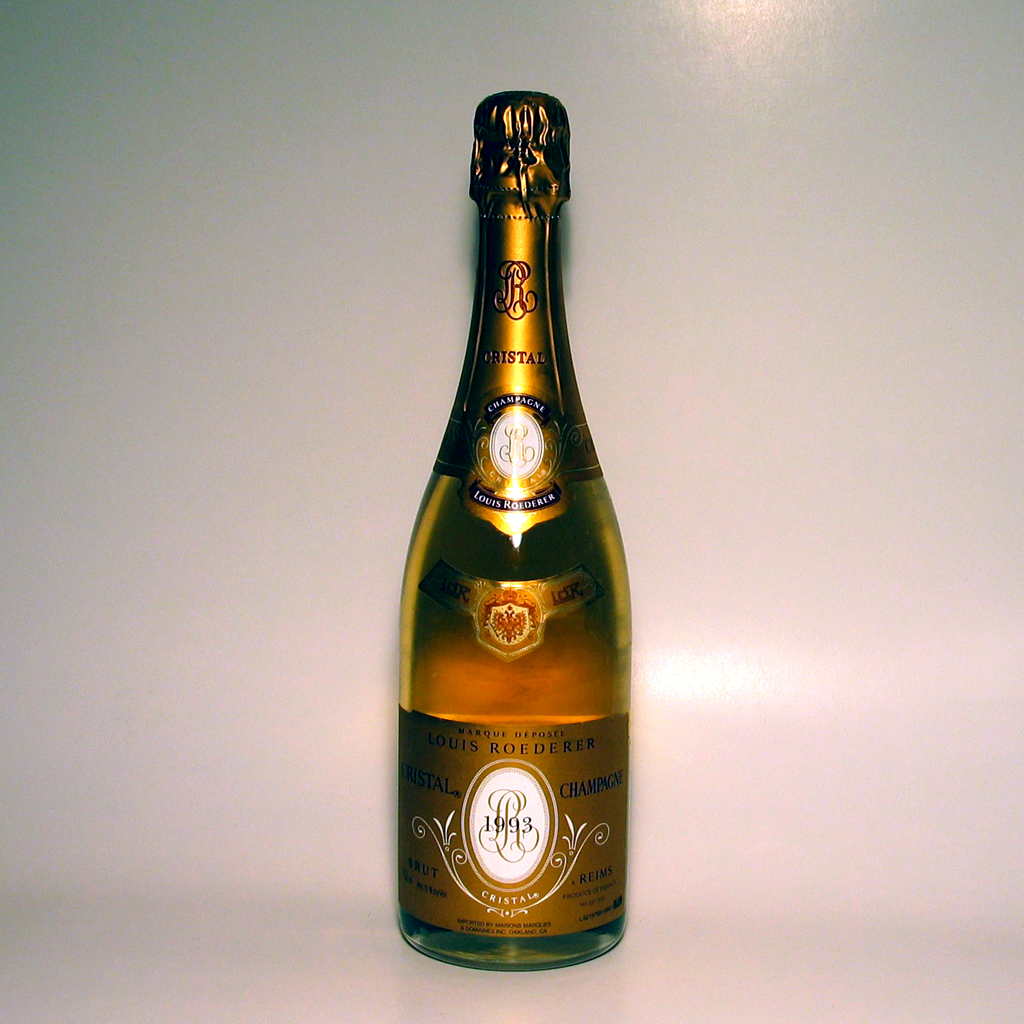
Louis Roederer Cristal Champagne

#### Cristal
Cristal ist die erste Cuvée de Prestige eines Champagners und der bekannteste Schaumwein des Hauses. Er wurde im Jahr 1876 für Zar Alexander II. geschaffen. Dieser hatte eine besondere Vorliebe für die Weine von Louis Roederer und gab den Auftrag, ihm fortan jedes Jahr die beste Cuvée zu reservieren. Seine Einzigartigkeit betonend, wird dieser Champagner in eine Kristallflasche mit flachem Boden gefüllt, daher die Bezeichnung.
Cristal wird nur in jenen „großen Jahren“ produziert, in denen der Chardonnay (40 %) und der Pinot Noir (60 %) perfekte Reife erlangen. Er lagert sechs Jahre im Keller und ruht weitere acht Monate nach dem Dégorgement.

#### Cristal Rosé
Hundert Jahre nach Cristal wurde Cristal Rosé ergänzt. Cristal Rosé wird nach der Saignée-Methode nach Kaltmazeration zu 55 % aus Pinot Noir und zu 45 % aus Chardonnay hergestellt, mit einem Anteil von 20 % in Eichenfässern gereifter Weine. Er reift im Durchschnitt sechs Jahre im Keller. Der Pinot Noir stammt aus den Anbaugebieten des Grand Cru d’Aÿ.